# Włodzimierzów (Sulejów)
Pour les articles homonymes, voir Włodzimierzów.
Włodzimierzów (prononciation [vwɔd͡ʑiˈmjɛʐuf]) est un village de la gmina de Sulejów, du powiat de Piotrków, dans la voïvodie de Łódź, situé dans le centre de la Pologne.
Sa population s'élevait approximativement à 1 652 habitants en 2013.

## Administration
De 1975 à 1998, le village était attaché administrativement à l'ancienne voïvodie de Piotrków.

Depuis 1999, il fait partie de la nouvelle voïvodie de Łódź.